# Sam Jones (Eishockeyspieler)
Sam Jones (* 11. November 1997 in Walsall, England) ist ein britischer Eishockeyspieler, der seit 2020 bei den Sheffield Steelers in der Elite Ice Hockey League unter Vertrag steht.

## Karriere
Sam Jones, der in Walsall in den West-Midlands geboren wurde, begann mit dem Eishockey in Kanada. Dort spielte er zunächst vorwiegend für die Mannschaften der Okanagan Hockey Academy. 2014 gewann er mit der U17 der Academy die Canadian Sport School Hockey League. Nachdem er die Spielzeit 2015/16 bei Klubs der British Columbia Hockey League gespielt hatte, kehrte er in seine englische Heimat zurück und spielte eine Saison für Milton Keynes Lightning in der English Premier Ice Hockey League, deren Pokalwettbewerb er gewann. Danach spielte er noch einmal ein Jahr für Summerland Steam in der Kootenay International Junior Hockey League, bevor er endgültig auf die britische Insel wechselte. Zunächst spielte er für die Swindon Wildcats, mit denen er 2019 die Südstaffel der National Ice Hockey League gewann. Er selbst wurde in das First All-Star-Team der Liga gewählt. Nach diesem Erfolg wechselte er in die Elite Ice Hockey League, wo er nach einem Jahr bei den schottischen Fife Flyers seit 2022 bei den Sheffield Steelers auf dem Eis steht.

### International
Mit der britischen Nationalmannschaft nahm Jones an den Weltmeisterschaften 2021 und 2022 in der Top-Division teil. Nach dem Abstieg 2022, an dem er nicht beteiligt war, spielte er 2023 in der Division I und erreichte den direkten Wiederaufstieg.

## Erfolge und Auszeichnungen
- 2014 Gewinn der Canadian Sport School Hockey League (U17) mit der Okanagan Hockey Academy
- 2017 Pokalsieger der English Premier Ice Hockey League mit Milton Keynes Lightning
- 2019 Gewinn der Südstaffel der National Ice Hockey League mit den Swindon Wildcats
- 2019 First All-Star-Team der Südstaffel der National Ice Hockey League
- 2023 Aufstieg in die Top-Division bei der Weltmeisterschaft der Division I, Gruppe A

## Statistik
(Stand: Ende der Saison 2022/23)